# Bernoy-le-Château
Bernoy-le-Château è un comune francese di 840 abitanti situato nel dipartimento dell'Aisne nella regione dell'Alta Francia. È stato istituito il 1 gennaio 2023 dalla fusione dei precedenti comuni di Berzy-le-Sec e Noyant-et-Aconin.